# 廃用身
『廃用身』（はいようしん）は、久坂部羊による日本の小説。

## 概要
前半は、医師・漆原糺が出版社の編集部長・矢倉に説得されて執筆した“Aケア”の経緯を綴った原稿という形を取っており、後半では、前半の原稿が漆原の遺稿であったこと、漆原の過去や“Aケア”報道に対する対応などが、矢倉の視点で語られる。
漆原によるまえがき、矢倉による巻末解説や奥付なども書かれており、本の中に本があるような作りになっている。
タイトルの「廃用身」とは、脳梗塞などで麻痺し、リハビリをしても回復が見込まれない、動かない手足のこと。

## あらすじ
老人のデイケア医療に携わる医師・漆原はある日、“廃用身の切断”という画期的な治療法を思いつく。職員と話し合いを重ね、患者の同意を得て、切断は行われた。
切断後、その患者を担当するケアマネージャーの肉体的負担は軽減され、被介護者である患者は邪魔な部分がなくなり、心身ともに身軽になり、その予想以上の変化は漆原を大いに驚かせた。
廃用身の切断はやがて、“切断”を意味するラテン語“amputatio”(アンプゥターティオー)、あるいはそこから派生した近代欧文“amputation”(英 アンピュテイション; 独 アンプゥタツィオーン; 仏 アンピュタシヨン)の頭文字を取って“Aケア”と呼ばれるようになり、10人を越す患者がこの処置を受けた。老人性のうつ症状や痴呆の症状が改善される人々を見て、漆原は“Aケア”に未来を感じる。
だがそれよりも先に、漆原の行為は医療ジャーナリストによって、“患者の手足を切る悪魔の所業”などと書き立てられ、マスコミの耳目を集める。

## 登場人物
漆原 糺（うるしはら ただす）
大学病院に勤めていた時、日本の終末期医療の配慮のなさに疑問を感じ、ノイローゼになりかけるほど悩む。折よくWHOが海外派遣研究員の募集をしていたため、それに応募した。5年間ニューギニアでマラリア防疫の研究に従事した後帰国するが、大学の医局には戻らず、神戸に新しくオープンする老人デイケアクリニック「異人坂クリニック」の医師となる。“Aケア”（廃用身切断）という治療法を思いつき、実行に移すが、マスコミから多大な批判を受け、やがて自殺する。
矢倉 俊太郎（やぐら しゅんたろう）
向幻社の編集部長。“Aケア”を受けた女性の手記を読み、漆原に取材を申し込み、“Aケア”に感銘を受け、本の出版を持ちかける。